# Emmerich Hadfy von Livno
Emmerich Hadfy von Livno (maďarsky livnói Hádfy Imre) (2. listopadu 1853 Carei – 29. března 1936 Kiszombor) byl rakousko-uherský generál a vojevůdce první světové války. V c. k. armádě sloužil jako absolvent vojenské školy od roku 1874, později strávil řadu let jako vyšší důstojník královské uherské zeměbrany u různých posádek, uplatnil se také vojenský pedagog. Za první světové války se vyznamenal v několika bitvách v Haliči, poté byl velitelem postupně několika armádních sborů na východní a italské frontě. V roce 1917 dosáhl hodnosti generála pěchoty, mezitím byl také povýšen do šlechtického stavu. Po zániku monarchie byl penzionován a od té doby žil v soukromí.

## Životopis

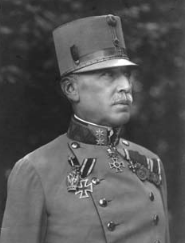
Emmerich Hadfy von Livno

Pocházel ze sedmihradské rodiny s vojenskou tradicí, byl starším synem Jánose Hadfyho, plukovníka uherské zeměbrany. Studoval na gymnáziu ve svém rodišti v Carei, poté navštěvoval kadetní školu pro pěchotu ve Vídni. Jako poručík zahájil aktivní službu u 5. pěšího pluku ve Vídni, poté strávil několik let s 46. pěším plukem v Aradu, Szegedu a Rijece. Zúčastnil se okupace Bosny a Hercegoviny (1878) a postupoval v hodnostech (nadporučík 1880, kapitán 1888). Od roku 1889 sloužil u různých jednotek uherské zeměbrany, působil také jako pedagog na vojenské škole Ludovika Akadémia v Budapešti. V hodnosti majora byl v roce 1897 přidělen k 8. zeměbraneckému pluku do Aradu, kde byl povýšen na podplukovníka (1901). Jako plukovník (1905) byl velitelem 24. zeměbraneckého pluku v Brašově.
V roce 1911 dosáhl hodnosti generálmajora a stal se velitelem 79. zeměbranecké pěší brigády v Budapešti, kde byl později zástupcem velitele okrskového velitelství. Jako oblastní velitel zeměbrany působil od roku 1912 v Košicích a k datu 1. května 1914 byl povýšen do hodnosti polního podmaršála. Na začátku první světové války byl jako velitel 39. divize honvédů přidělen k 6. armádnímu sboru Svetozara Borojeviće a zúčastnil se počátečních bojů o Halič. Vyznamenal se v bitvě u Limanowy a v září 1915 převzal velení armádního sboru generála Henriqueze, který pak dočasně nesl název Hadfy Korps (v dubnu 1917 přejmenován na 26. sbor). S tímto uskupením se zúčastnil dalších bojů na východní frontě a podílel se na zastavení postupu Brusilovovy ofenzívy.
K datu 1. srpna 1917 byl povýšen do hodnosti generála pěchoty a mezitím byl již v červenci jmenován velitelem 6. armádního sboru, s nímž operoval v Karpatech. Od prosince 1917 dočasně velel 23. armádnímu sboru a následně v březnu 1918 převzal velení 8. armádního sboru. Jako velitel 23. armádního sboru byl v červenci 1918 přeložen na italskou frontu. Krátce poté se stal velitelem 24. armádního sboru a zúčastnil se jedné ze závěrečných bitev první světové války u Vittorio Veneta. K datu 1. prosince 1918 byl penzionován, poté žil v Košicích, Makó a Budapešti. Závěr života strávil v Kiszomboru, kde zemřel a je zde také pohřben.

## Tituly a ocenění
V roce 1914 byl povýšen do šlechtického stavu s titulem Edler von (Hadfy Edler von Livno). Predikát von Livno byl odvozen od bosenského města, kde se vyznamenal při útoku v srpnu 1878 během okupace Bosny a Hercegoviny. Krátce před zánikem monarchie obdržel titul c. k. tajného rady s nárokem na oslovení Excelence. Během vojenské kariéry byl mnohokrát oceněn, kromě řady rakousko-uherských vyznamenání byl také nositelem německého Železného kříže.
- Válečná medaile (1878)
- Vojenský záslužný kříž III. třídy s válečnou dekorací (1878)
- Vojenská záslužná medaile (1881)
- Jubilejní pamětní medaile (1898)
- Vojenský jubilejní kříž (1908)
- Řád železné koruny III. třídy (1909)
- Mobilizační kříž (1913)
- Řád železné koruny II. třídy s válečnou dekorací (1914)
- komandérský kříž Leopoldova řádu s válečnou dekorací (1915)
- Vojenský záslužný kříž II. třídy s válečnou dekorací (1915)
- Vyznamenání za zásluhy o Červený kříž (1916)
- Řád železné koruny I. třídy s válečnou dekorací (1917)
- Leopoldův řád I. třídy s válečnou dekorací (1918)

- Železný kříž II. třídy (Německo, 1915)